# Deielia
Genre
Deielia est un genre d'insectes de la famille des Libellulidae appartenant au sous-ordre des anisoptères dans l'ordre des odonates. Il ne comprend qu'une seule espèce : Deielia phaon.

## Espèce du genreDeielia
- Deielia phaon (Selys, 1883)